# مقایسه کننده نوری
مقایسه کننده نوری (که اغلب، بسته به مورد بحث، فقط «مقایسه کننده» نامیده می‌شود) یا «پروژکتور پروفیل» وسیله‌ای است که اصول اپتیک را برای بازرسی قطعات ساخته شده به کار می‌گیرد. در مقایسه‌کننده، تصویر بزرگ‌شده یک قطعه بر روی صفحه نمایش داده می‌شود و ابعاد و هندسه قطعه بر اساس محدودیت‌های تعیین‌شده اندازه‌گیری می‌شود. این وسیله مفیدی در کارگاه‌های ساخت قطعات کوچک یا خط تولید برای تیم بازرسی کنترل کیفیت است.

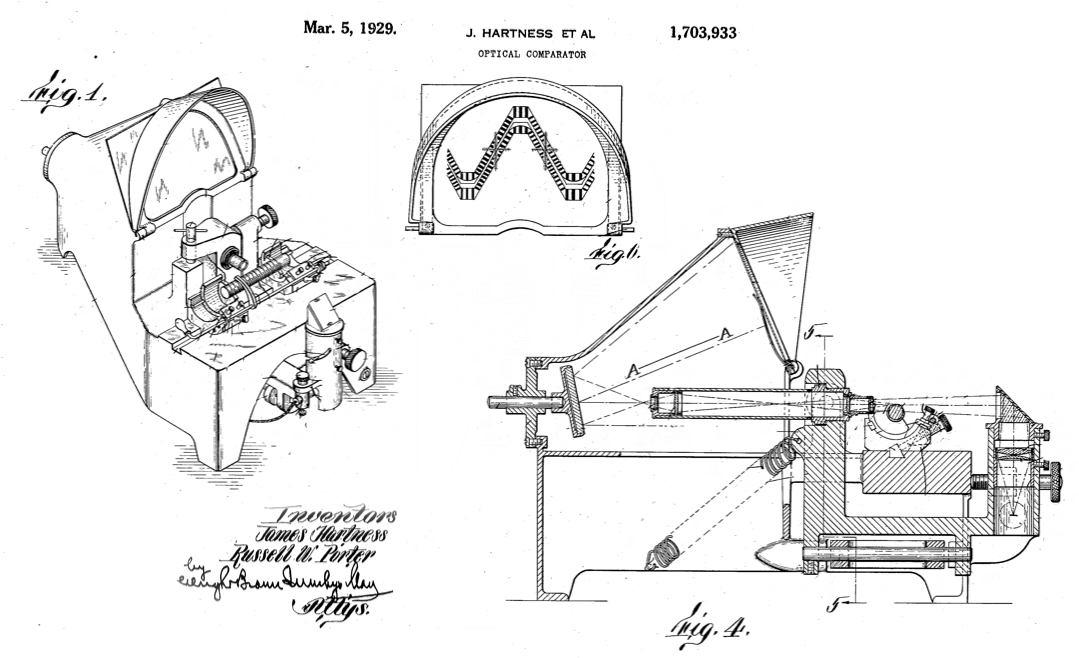
نقشه های ثبت اختراع برای مقایسه کننده نوری پیچ-رزوه هارتنس (برای وضوح، شماره گذاری حذف شد).

اندازه گیری به هر یک از چندین روش انجام می شود. ساده‌ترین راه این است که درجه‌بندی‌های روی صفحه، که بر روی شبح قرار می‌گیرند، به بیننده اجازه اندازه‌گیری می‌دهند، گویی یک خط‌کش واضح روی تصویر گذاشته شده است. راه دیگر این است که نقاط مختلف روی سیلوئت با رتیکول در نقطه مرکزی صفحه، یکی پس از دیگری، با حرکت دادن صحنه ای که قطعه روی آن قرار دارد، ردیف می شوند و یک دیجیتال خواندن گزارش می دهد که چقدر صحنه حرکت کرده است تا به آن ها برسد. نکته ها. در نهایت، پیشرفته‌ترین روش‌های فناوری شامل نرم‌افزاری است که تصویر را تجزیه و تحلیل می‌کند و اندازه‌گیری‌ها را گزارش می‌دهد. دو روش اول رایج ترین هستند. سومی جدیدتر است و به آن اندازه گسترده نیست، اما پذیرش آن در عصر دیجیتال ادامه دارد.

## تاریخچه
اولین مقایسه کننده تجاری توسط جیمز هارتنس و راسل دبلیو پورتر ایجاد شد.[2] کار طولانی مدت هارتنس به عنوان رئیس کمیسیون ملی رزوه پیچ ایالات متحده باعث شد تا او آشنایی خود را با اپتیک (از علاقه خود به ستاره شناسی و ساخت تلسکوپ) در مسئله بازرسی رزوه پیچ به کار گیرد. Hartness Screw-Thread Comparator برای سال‌ها محصولی سودآور برای شرکت ماشین جونز و لامسون بود که او رئیس آن بود.

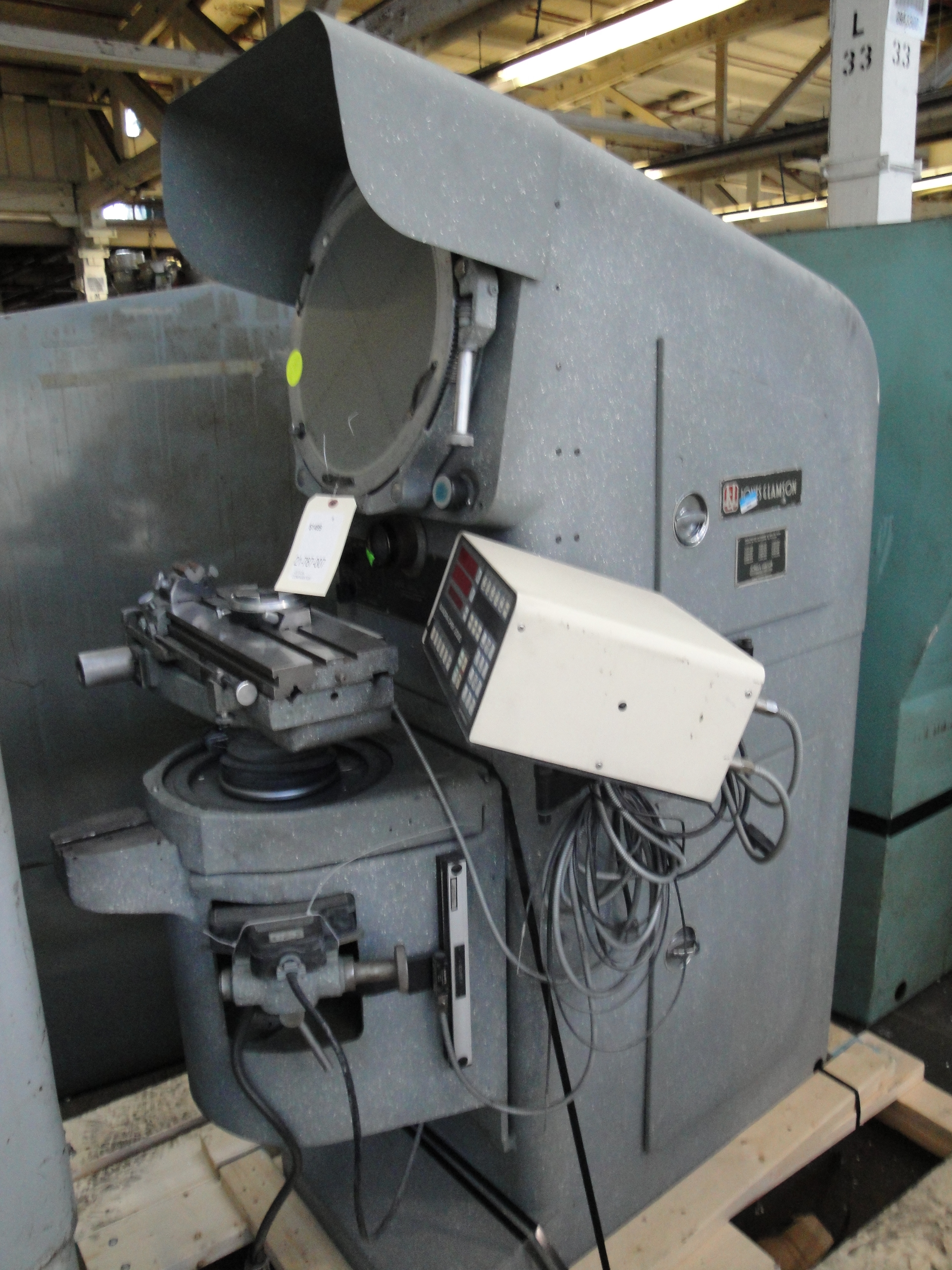

در دهه‌های بعدی، مقایسه‌کننده‌های نوری توسط بسیاری از شرکت‌ها ساخته شده‌اند و برای بازرسی بسیاری از انواع قطعات استفاده شده‌اند. امروزه آنها را ممکن است در بسیاری از ماشین‌فروشی‌ها پیدا کنید.[3]
ایده اختلاط اپتیک و اندازه گیری، و استفاده از اصطلاح مقایسه کننده برای تجهیزات اندازه شناسی، قبل از کار هارتنس به اشکال دیگری وجود داشت. اما آنها در قلمروهای علم محض (مانند تلسکوپ و میکروسکوپ) و علوم کاربردی بسیار تخصصی (مانند مقایسه استانداردهای اندازه گیری استاد) باقی مانده بودند. مقایسه کننده هارتنس که برای بازرسی معمول قطعات ماشینکاری شده در نظر گرفته شده بود، گام بعدی طبیعی در دورانی بود که طی آن علم کاربردی به طور گسترده در تولید صنعتی ادغام شد.

## کاربرد و استفاده
پروژکتور پروفیل به طور گسترده برای مهر زنی به شکل پیچیده، چرخ دنده، بادامک، نخ و مقایسه مدل کانتور اندازه گیری شده استفاده می شود. از این رو پروژکتور پروفیل به طور گسترده ای در ساخت ماشین آلات دقیق، از جمله هوانوردی، صنایع هوافضا، ساعت و ساعت، الکترونیک، صنعت ابزار دقیق، موسسات تحقیقاتی و ایستگاه های اندازه گیری تشخیص در همه سطوح و غیره استفاده می شود.

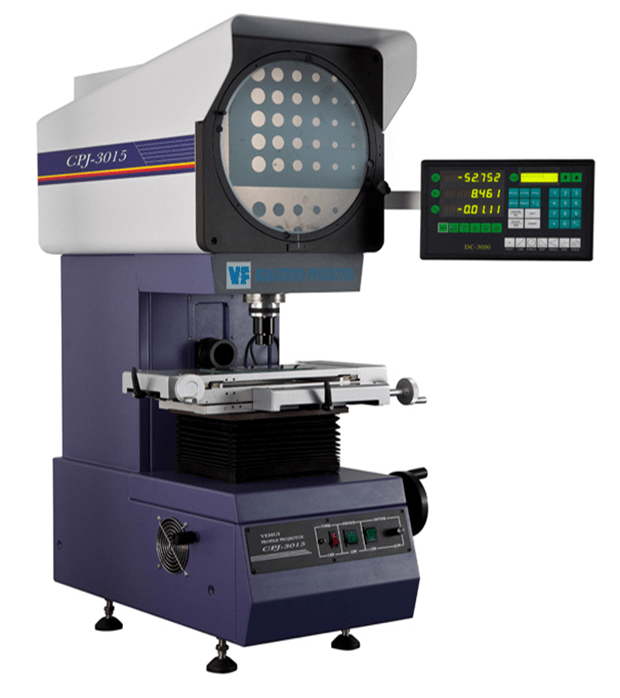
پروژکتور پروفایل که به عنوان مقایسه کننده کانتور نیز شناخته می شود، به طور گسترده ای برای اندازه گیری داده های دو بعدی استفاده می شود.

## اساس کار
پروژکتور نمایه نمونه را بزرگ‌نمایی می‌کند و آن را روی صفحه نمایش داخلی نمایش می‌دهد. [4] در این صفحه معمولاً شبکه‌ای وجود دارد که می‌توان آن را 360 درجه چرخاند، بنابراین محور X-Y صفحه نمایش را می‌توان با لبه مستقیم قسمت ماشینکاری شده برای بررسی یا اندازه‌گیری تراز کرد. این صفحه نمایش پروفیل نمونه را نمایش می دهد و برای سهولت بهتر در محاسبه اندازه گیری های خطی بزرگنمایی می شود.
یک لبه از نمونه برای بررسی ممکن است با شبکه روی صفحه ردیف شود. از آنجا، اندازه گیری های ساده ممکن است برای فواصل تا نقاط دیگر انجام شود. این کار بر روی نمایه بزرگ‌نمایی شده نمونه انجام می‌شود. با اندازه گیری روی صفحه نمایش بزرگنمایی پروژکتور پروفیل می تواند ساده تر و همچنین خطاها را کاهش دهد.
روش معمول برای نورپردازی، نورپردازی دیاسکوپیک است که نورپردازی از پشت است. زمانی که نمونه نیمه شفاف باشد و نور بتواند از آن عبور کند، به این نوع روشنایی، روشنایی منتقل شده نیز گفته می شود. اگر نمونه مات باشد، نور از آن عبور نمی کند، بلکه نمایه ای از نمونه را تشکیل می دهد.
اندازه گیری نمونه را می توان روی صفحه نمایش انجام داد. پروژکتور پروفیل ممکن است دارای نور اپیسکوپی نیز باشد (که نوری است که از بالا می تابد). این برای نمایش حفره ها یا نواحی داخلی که ممکن است نیاز به اندازه گیری داشته باشند مفید است.

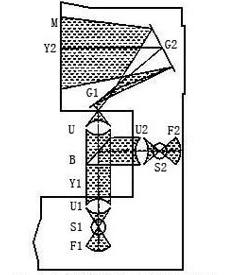
اصل کار پروژکتور پروفایل

## اجزاء

### روش های فرافکنی
1. پروژکتور عمودی: محور اصلی موازی با صفحه نمایشگر است. آنها رایج ترین هستند و برای قطعات مسطح یا قطعات کوچکتر مناسب هستند.
2. پروژکتور افقی: محور اصلی عمود بر صفحه صفحه نمایش است. بنابراین صفحه نمایش ها عمدتاً در نسخه های متوسط و بزرگ ساخته می شوند که عموماً برای بررسی قطعات شفت یا قطعات کار سنگین با پروفیل های بزرگ مناسب هستند، اگرچه داشتن یک میز افقی در زیر بدون سوراخ برای انتقال نور می تواند برای ماشین های کوچک با آرایش نور شبح مناسب باشد.

### تصاویر مثبت یا معکوس
برای ساده ترین نوع پروژکتور پروفایل، تصویر معکوس قطعه که به عنوان تصویر آینه ای آن نیز شناخته می شود، روی صفحه نمایش داده می شود.
به منظور تسهیل اندازه گیری، گاهی اوقات یک سیستم تصویر مثبت به عمد اضافه می شود، که تصویر معکوس را به مثبت تبدیل می کند، که هزینه را به دلیل مقیاس/مواد استفاده شده افزایش می دهد، در حالی که تا حدودی دقت اندازه گیری آن را کاهش می دهد.

### اندازه صفحه نمایش
در مورد انتخاب اندازه صفحه، باید به دقت در نظر گرفت که آیا کل قسمت باید روی صفحه نمایش داده شود یا خیر. اگر بازرسی به راحتی در مقیاس متوسط انجام شود، نیازی به صفحه نمایش بزرگتر نیست. تولید کنندگان پروژکتور اندازه های صفحه نمایش متعددی را برای رفع نیازهای مختلف ارائه می دهند.

### بزرگنمایی
بزرگنمایی لنز پروجکشن ثابت است. نماهای مختلف قطعات اندازه گیری شده اغلب نیاز به بزرگنمایی متفاوت دارند. با این حال، پیکربندی معمول کارخانه پروژکتور با یک لنز است، بنابراین با توجه به نیاز، لنزهای اضافی خریداری و استفاده می شود.
میز کار و لوازم جانبی
میز کار برای قرار دادن و نگه داشتن قطعه اندازه گیری شده استفاده می شود. حجم خود، سفر X، Y و ظرفیت حمل آن بسیار مهم است. در همین حال، برای راحتی در نگه داشتن قطعه کار، یک میز چرخشی دقیق، یک نگهدارنده قطعه V-block و سایر لوازم جانبی به طور کلی اضافه می شود.
همچنین پروژکتور باید مکانیزم فوکوس انعطاف پذیر و پایدار و فاصله کاری زیاد (سطح بالایی قطعه کار نسبت به گام لنز) داشته باشد. کاربر حالت های پردازش داده مناسب را انتخاب می کند: بدون استثنا، تمام پروژکتورهای اندازه گیری نوری مدرن موجود در بازار دیجیتالی شده اند. بنابراین ما قابلیت های مربوط به پردازش داده را نیز در نظر خواهیم گرفت.

## جستار ها
- سایه نگار
- سایه نگاری
- رگه نواری
- لیزر